# Dánsko na Letních olympijských hrách 1936
Dánsko se účastnilo Letní olympiády 1936 v německém Berlíně. Zastupovalo ho 121 sportovců (105 mužů a 16 žen) v 14 sportech.

## Medailisté
| Medaile | Jméno                    | Sport     | Soutěž                             |
| ------- | ------------------------ | --------- | ---------------------------------- |
| Stříbro | Ragnhild Hvegerová       | Plavání   | Ženy 400 m volný styl              |
| Stříbro | Harry Larsen Peter Olsen | Veslování | Muži dvojka bez kormidelníka       |
| Bronz   | Gerhard Pedersen         | Box       | Muži váha lehká střední do 66,7 kg |
| Bronz   | Hans Lunding             | Jezdectví | Jezdecká všestrannost              |
| Bronz   | Inge Sørensen            | Plavání   | Ženy 200 m prsa                    |